# Ben Cooper (Unternehmen)
Ben Cooper, Inc. war ein US-amerikanisches Unternehmen, das von 1930 bis Anfang 1990 vor allem Halloweenkostüme herstellte. Es gehörte zwischen 1950 und 1980 zu den drei größten Unternehmen in diesem Marktsegment. Die vom Preis her recht günstigen Plastikmasken und Vinylumhänge waren vor allem ab den 1950er Jahren bis in die 1970er Jahre ein US-amerikanisches Symbol von Halloween. Das Unternehmen wurde daher auch als „Halston“ von Halloween oder als „Hohepriester“ des Halloween bezeichnet.

## Unternehmensgeschichte

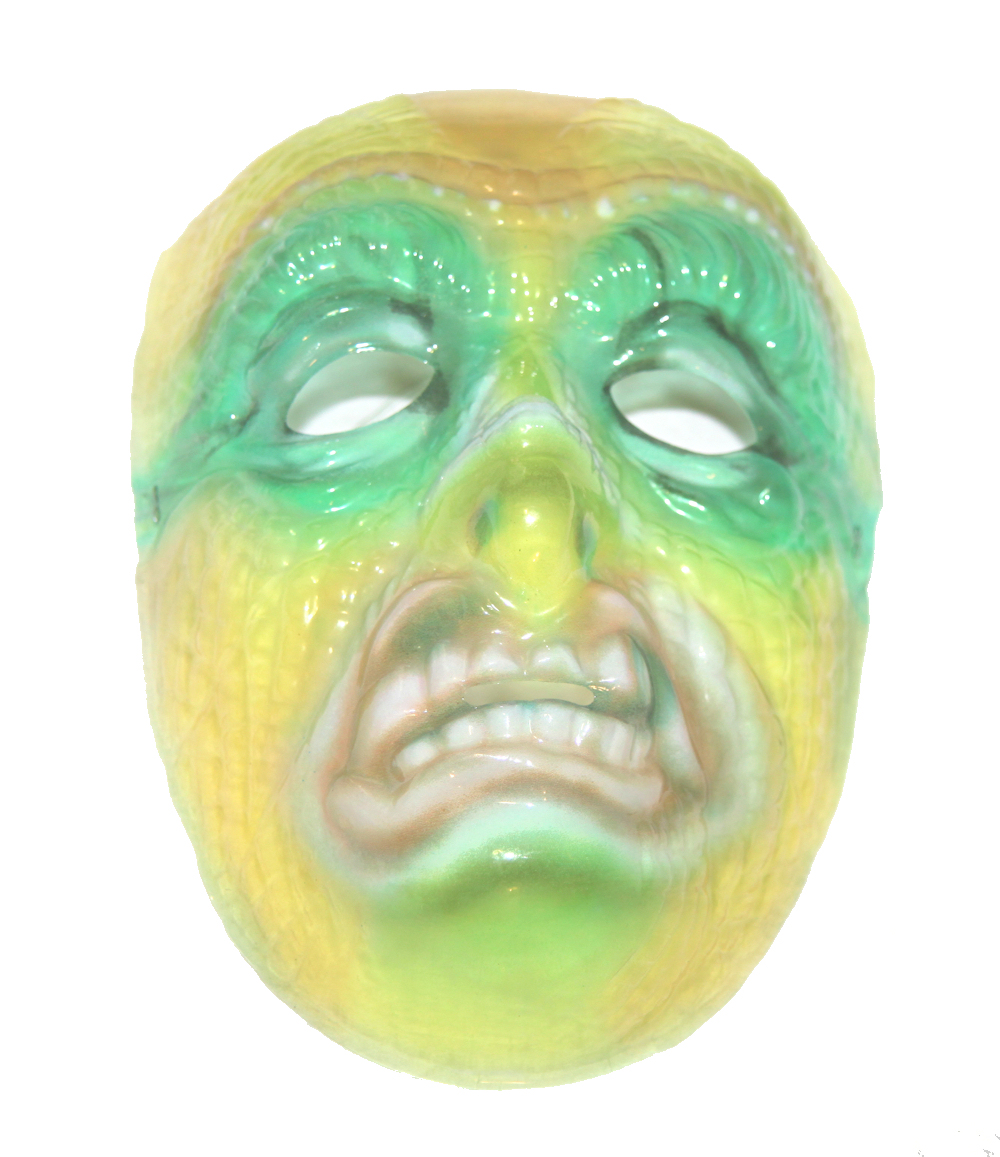
Leuchtende Mumienmaske aus den 1960ern

Unternehmensgründer und Namensgeber Ben Cooper wurde 1906 auf der  Lower East Side von New York City geboren. Obwohl sein Vater ein einfacher Gastwirt war, konnte Cooper Buchhaltung studieren und verdiente seinen Lebensunterhalt zunächst als Songwriter. 1927 schließlich gründete er ein Unternehmen für Theaterkostüme. Seine bekanntesten Arbeiten aus dieser Zeit schuf er für den legendären Cotton Club in Harlem und für Ziegfeld Follies auf dem Broadway.
Nachdem das Theater während der Great Depression an Zugkraft verlor, dafür aber Halloween als Feiertag immer populärer wurde, sattelte Cooper um und gründete schließlich 1937 Ben Cooper Inc. in Brooklyn. Die Firma übernahm A.S. Fishbach, Inc., die zu jener Zeit Lizenzen an Walt-Disney-Figuren wie Donald Duck und Schneewittchen besaß und konnte so Kostüme dieser Figuren verkaufen. Die beiden Firmen verschmolzen formal am 8. Dezember 1942 unter dem Namen Ben Cooper, Inc.
Bis zum Ende der 1940er Jahre wurde Ben Cooper der größte und populärste Halloween-Kostümhersteller der Vereinigten Staaten. Die Kostüme wurden kostengünstig hergestellt und bestanden meist aus dünnem Stoff mit einem Siebdruck auf der Vorderseite. Sie kosteten etwa drei Dollar (heute etwa 30 Euro). Das Unternehmen begann große Einzelhandelsketten wie J. C. Penney, Woolworth, Sears und verschiedene Sonderpostenmärkte zu beliefern, wo der Preis um ein Drittel gedrückt wurde. Am populärsten waren zu dieser Zeit Teufels-, Geister-, Skelett- und Hexenkostüme. In den 1950ern waren es vor allem Comic- und Fernsehcharaktere wie Davy Crockett, Superman und Zorro, die den Markt anführten. Als die Sicherheitsbestrebungen in der Bevölkerung wichtiger wurden, entwickelte Ben Cooper sogenannte „Glitter-Glo-Kostüme“, die durch blauen Glitter die Scheinwerfer der Autos reflektierten und damit die Kinder für Autofahrer besser erkennbar werden ließen. Das Unternehmen verdiente auch an der Popularität von John F. Kennedy und  seiner Frau Jacqueline Kennedy. Nach dem Attentat auf John F. Kennedy mussten sie jedoch Tausende von Masken zerstören.

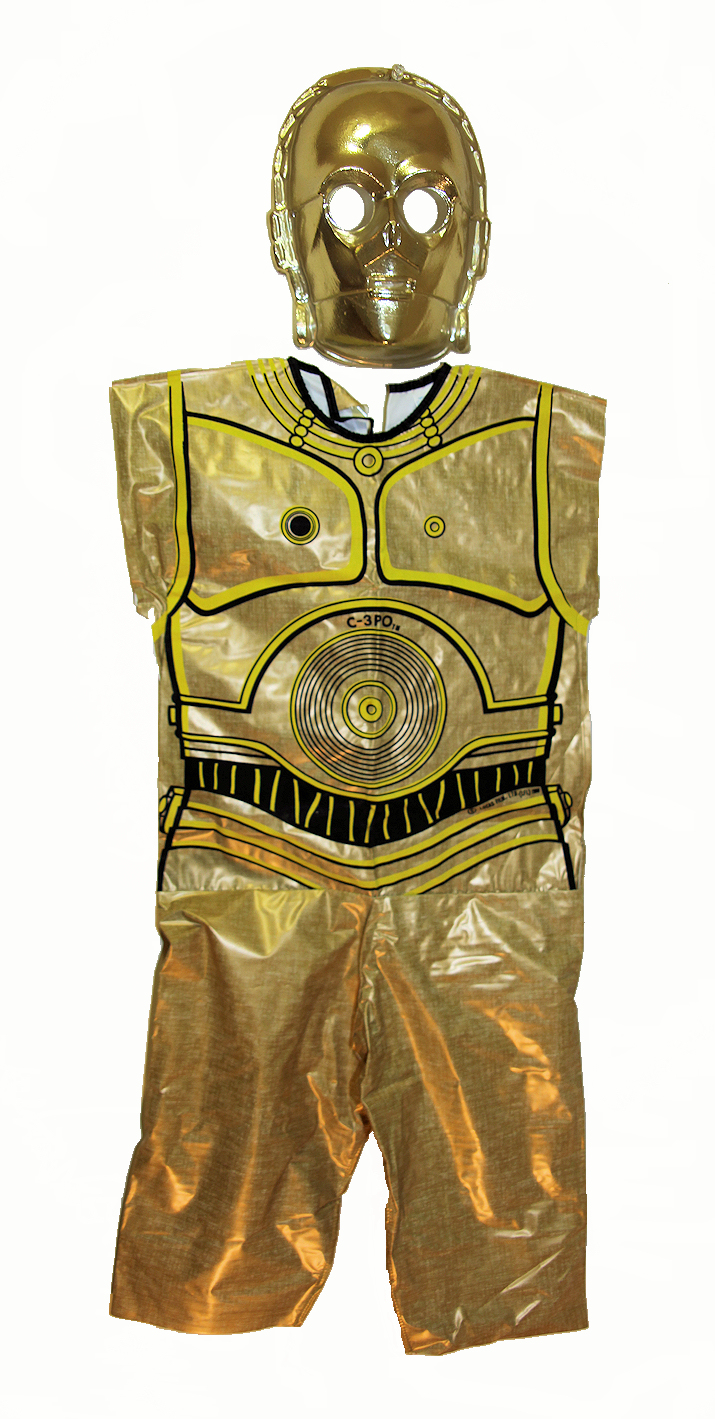
C-3PO-Kostüm aus dem Jahr 1977

In den 1960ern und 1970ern gehörte Ben Cooper zu den drei größten Halloween-Kostümfabrikanten, zusammen mit Collegeville und der H. Halpern Company (Halco). Auch in diesen Jahren setzte das Unternehmen auf gerade in Mode kommende Figuren, die es so schnell wie möglich versuchte zu vermarkten. So lizenzierte es Spider-Man, noch bevor die Serie nach 1963 populär wurde, sowie Batman ein Jahr später.
Marktrenner war eine Maske des US-amerikanischen Präsidenten Richard Nixon, die sich so gut verkaufte wie später die berühmte Ronald-Reagan-Maske in den 1980ern. George H. W. Bush wurde bereits 1987 mit einer Maske bedacht, da das Unternehmen davon ausging, dass er die Wahl gewinnen würde. 1979 produzierte das Unternehmen erstmals ein Kostüm zu einem R-Rated-Film (unter 17 Jahren nur in Begleitung eines Erwachsenen): ein Kostüm des Aliens aus Alien – Das unheimliche Wesen aus einer fremden Welt.
War das Unternehmen 1979 noch der Marktführer, begann es in den 1980ern Verluste einzufahren. Gründe lagen darin, dass 1982 in Chicago sieben Menschen an der Einnahme des Schmerzmittels Paracetamol starben. Ermittler fanden heraus, dass jemand das Medikament absichtlich mit Kaliumcyanid versetzt hatte. Verängstigte Eltern verboten daher ihren Kindern aus Angst vor weiteren beziehungsweise ähnlichen Morden, an Halloween „Trick or Treat“ zu spielen. Daher brach der Verkauf von Halloweenkostümen schlagartig ein und erholte sich in den Folgejahren nur langsam. Als Reaktion gründete Ben Cooper mit acht weiteren Kostümherstellern das Halloween Celebration Committee, das eine Broschüre mit dem Titel 13 Great Ways to Celebrate Halloween herausbrachte, die die Eltern beruhigen und damit den Verkauf wieder ankurbeln sollte. Immer noch Marktführer gelang es dem Unternehmen sich 1987 zu erholen und den Umsatz um 20 % zu steigern.

## Insolvenz
Die Umsatzsteigerung war jedoch nicht ausreichend um eine Insolvenz zu verhindern. Viele Kunden gingen zum größten Konkurrenten Collegeville. Am 13. März 1988 meldete das Unternehmen Insolvenz an. Als Beteiligungsgesellschaft blieben die tatsächlichen Zahlen geheim, jedoch gab es Berichte, dass der Profit unter 10 % gefallen sei. Als am 6. Januar 1989 ein Gebäude des Unternehmens in Georgia niederbrannte, verlor das Unternehmen eigenen Angaben zufolge zwischen 2 und 3 Millionen US-Dollar an Waren. Beide Versicherungsunternehmen weigerten sich zu zahlen. Auch im Insolvenzverfahren wurden die Ansprüche nicht bedacht. Es gelang Ben Cooper jedoch die Insolvenz (vorerst) zu verhindern.
In den Jahren 1990 und 1991 prozessierte Cooper gegen die beiden Versicherungsunternehmen. Die Angelegenheit ging sogar vor den Obersten Gerichtshof. Nach einem längeren Prozess gewann Cooper.
Mit dem Geld der Versicherungen und den Einnahmen aus dem Vorjahr hatte man große Pläne. 1991 begann ein Umzug nach Greensboro in North Carolina. Das Unternehmen hatte zu dieser Zeit 35 festangestellte Mitarbeiter und stellte vier Millionen Kostüme her. Es kontrollierte 70 bis 80 Prozent des Kostümmarkts mit Lizenzfiguren und hatte Verträge mit Children’s Television Workshop (Produzenten der Sesamstraße), DC Comics, Mattel und Walt Disney. Ziel des Umzugs war es, näher an den textilverarbeitenden Firmen im Süden der Vereinigten Staaten zu sein, um umweltschonender produzieren zu können.

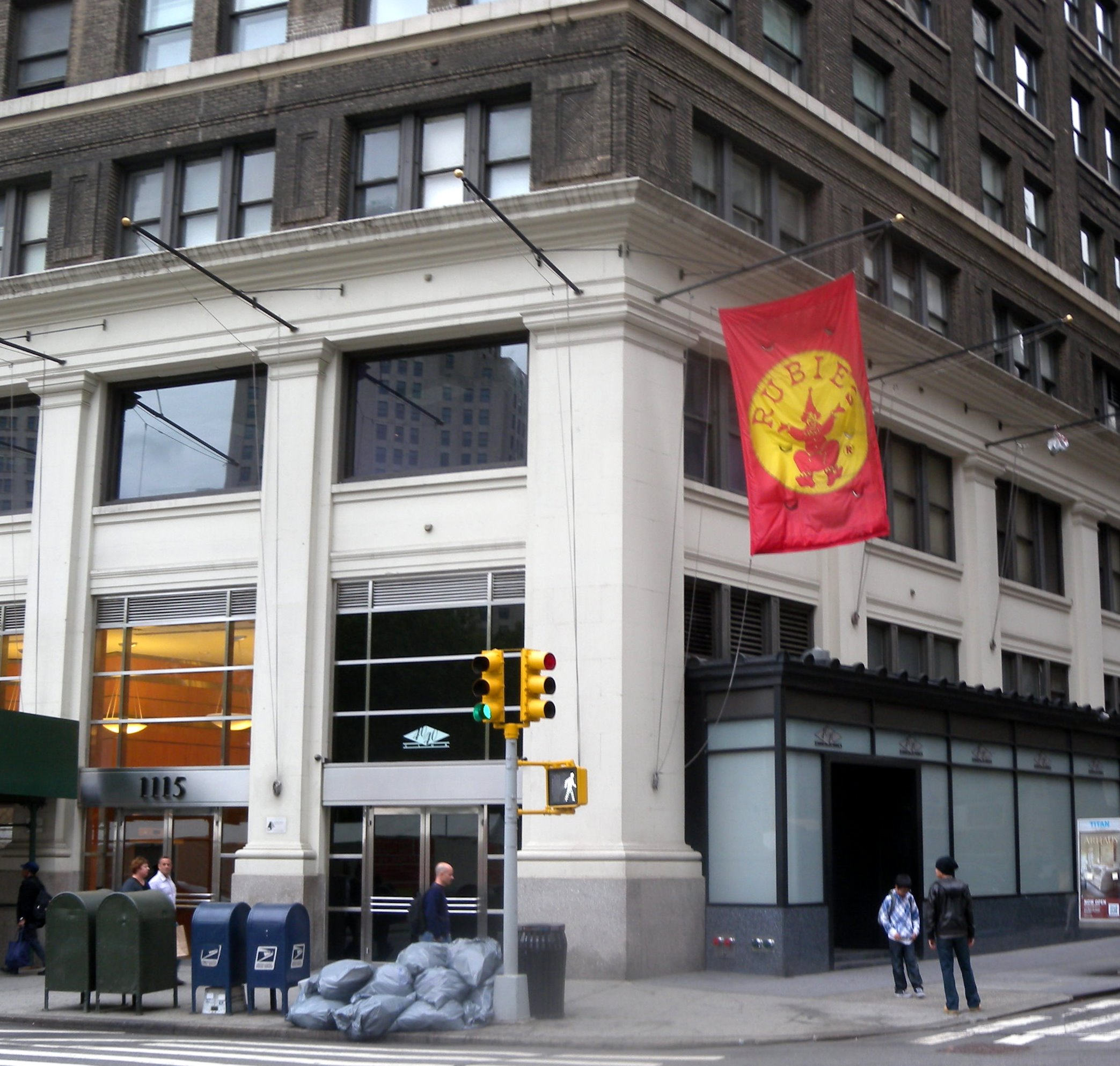
Rubie's Costume Co

Am 30. Oktober 1991 musste das Unternehmen wieder Insolvenz anmelden. Man hatte sich bei dem Standortwechsel verkalkuliert. Auch die Rezession 1990 und die Verzugszinsen aus Bankanleihen setzten dem Unternehmen zu. Es erholte sich diesmal nicht und wurde 1992 von Rubie’s Costume Co. aufgekauft.

## Sammlerwert
Produkte aus dem Hause Ben Cooper sind heute begehrte Sammlerobjekte. Insbesondere noch eingepackte Originalkostüme mit Masken erzielen bei Versteigerungen Höchstpreise. Fotograf Phyllis Galembo gab 2002 ein Buch namens Dressed for Thrills: 100 Years of Halloween Costumes & Masquerade heraus, in dem viele Kostüme von Ben Cooper gezeigt werden.